# 高階成章 (神職)
高階 成章（たかしな なりあき、大正3年〈1914年〉 - 昭和54年〈1979年〉9月24日）は、日本の神職、神道学者。橿原神宮権宮司。奈良芸術短期大学教授。

## 生涯
大正3年（1914年）、高階研一を父として、兵庫県に生まれた。昭和2年（1927年）、父が諏訪神社の宮司を拝命すると、共に長野県に移ったようであり、このころには#論文に見えるように諏訪信仰に関する論考を著している。昭和12年（1937年）3月、國學院大學史学科卒業。このときの卒業論文題目は「足利氏の郷土に於ける信仰」であった。内務省考証官補、神祇院考証官補、文部省国宝調査嘱託となった。
昭和24年（1949年）6月30日、父が宮司を務める橿原神宮の権宮司に就任した。このときは私行問題がきっかけで謹慎し、昭和29年（1954年）5月12日に退任した。しかし昭和32年（1957年）3月、父研一の高階一族神宮掌握工作のために転出させていた成章を呼び戻し、同年4月3日、権宮司に復した。その後、橿原神宮の土地売却問題を契機として、それまでの父の橿原神宮内での横暴をもとに告発事件に発展。宮司・権宮司父子の退陣が要求され、ここに成章は自ら辞職を申し出て、昭和39年（1964年）9月1日、ついに退任した。この退任について、同年に創設された奈良県神道青年会の結成大会（8月16日開催）に於いて、「戦後の混乱期から現在の神宮の姿にもりあげたのは、高階権宮司であった」と同情の評価があった。
昭和41年（1966年）、奈良芸術短期大学教授に就任した。
昭和54年（1979年）9月24日に亡くなった。

## 著作

### 著書
- 『鈴木重胤集』地平社、1944年。
- 『神祇文化図説』影山畊四郎共編、芸艸堂、1948年3月。
- 『大和石仏巡礼』駸々堂出版、1977年。
- 『カラー熊野路の魅力』日竎貞夫写真、淡交社、1980年。

### 論文
- 「信濃に於ける諏訪分社の分布について(上)」『信濃（第一次）』第4巻第5号、1935年5月15日、18-21頁。
- 「諏訪神社分社の分布について(下)」『信濃（第一次）』第4巻第6号、1935年6月15日、12-13頁。
- 「古事記に於ける建御名方神の再檢討」『信濃（第一次）』第4巻第11号、1935年11月15日、3-9頁。
- 「神武天皇紀を構成する二要素」『國學院雜誌』第46巻第11号（通巻第555号）、1940年11月1日。
- 「姥嶽の大蛇」『悠久』第2巻第1号、1949年4月、45-52頁。
- 「米国に於ける神道運動」『神道史学会』第1巻第4号、1953年、451-452頁。
- 「人霊奉祀神社の成立過程」『國學院雜誌』第60巻第8号、1959年8月、46-52頁。
- 「大物主神と崇神天皇紀」『神道史研究』第9巻第6号、1961年11月、364-371頁。
- 「古事記と天武天皇十年の記定」『國學院雜誌』第63巻第9号、1962年9月、88-95頁。
- 「日本書紀に於ける熊野」『國學院雜誌』第64巻第2・3号、1963年3月、20-26頁。
- 「神道と自然美」『國學院雜誌』第64巻第5・6号、1963年6月、55-57頁。
- 「沖縄の宗教雑観」『神道宗教』第31号、1963年6月、1-9頁。
- 「大和国の式内社について」『國學院大學日本文化研究所紀要』第17号、1965年9月、51-77頁。
- 「一神教の風土と神道」『國學院大學日本文化研究所紀要』第19号、1966年12月、64-72頁。
- 「諏訪神社の研究」『神道史研究』第23巻第5・6号、1975年11月、311-319頁。
- 「春日鎮祭の宗教的事情について」『季刊日本思想史』第5号、1977年、13-24頁。

### 寄稿
- 「宮地博士の大著「諏訪神社の研究後篇」の上梓を祝ひて」『信濃（第一次）』第7巻第1号、1938年1月15日、36頁。
- 「報告に代へて」『國學院雜誌』第44巻第2号（通巻第522号）、1938年2月1日、58頁。
- 「書評：「増訂 平野集説」の上梓について」『國學院雜誌』第44巻第2号（通巻第522号）、1938年2月1日、59頁。

## 栄典
- 1940年（昭和15年）11月10日、紀元二千六百年祝典記念章[5]